# Canandaigua
Canandaigua (Gă-nă-dă-ă-gwänñ, =a village was formerly there), značajno selo Seneca indijanaca koje je stajalo u blizini suvremene Canandaigue u New Yorku. Uništio ga je 1779. general John Sullivan. U blizini se nalazilo i selo New Canandaigua koje je izgleda, smatra Hodge, uništeno iste godine. Canandaigua je nazivana u raznim izvorima pod brojnim sličnim nazivima: Anandaque, Canadaqua, Kanandagua i sl. Suvremeni Canandaigua službeno je postao gradom 1791.

## Vanjske poveznice
- The 1779 Sullivan Campaign